# 東武N100系電動列車
東武N100系電聯車（日语：／ Tōbu N100-kei densha）是東武鐵道特急形電車。暱稱為「SPACIA X」。

## 概要
2021年11月11日，東武鐵道公布將引进新的特急形電車，作為100系“Spacia”的後繼列车。关于昵称，2022年6月至7月开展了一个計劃，提供四个候選名字讓公眾投票，並於同年7月15日公布。
生产将于2022年开始 ，首两列列车于2023年3月交付。並在2024年再引进2列列车，共运营4列列车24节车厢。